# رستگاری اجتماعی
رستگاری اجتماعی (انگلیسی: Social Salvation) یک فیلم مستند استرالیایی است که در سال ۱۸۹۸ ساخته شد. کارگردان این فیلم هربرت بوث می‌باشد. این فیلم نخستین فیلم نقلی در سینمای استرالیا بوده‌است.